# Ліси Верхньої Гвінеї

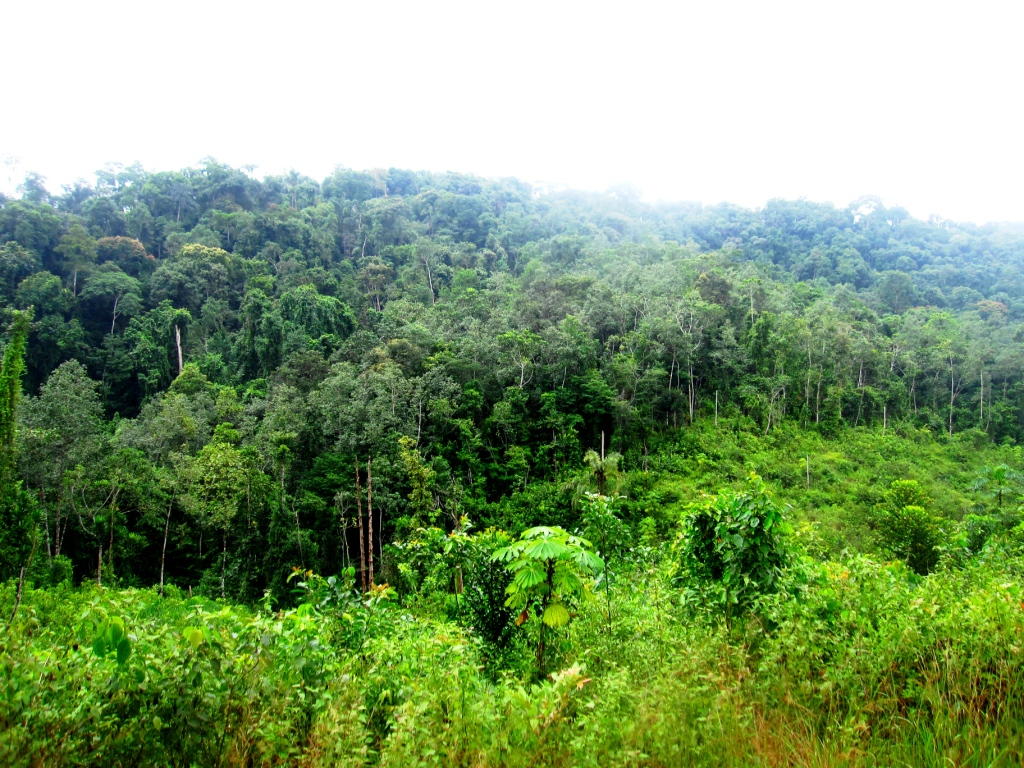
Ліси Ліберії

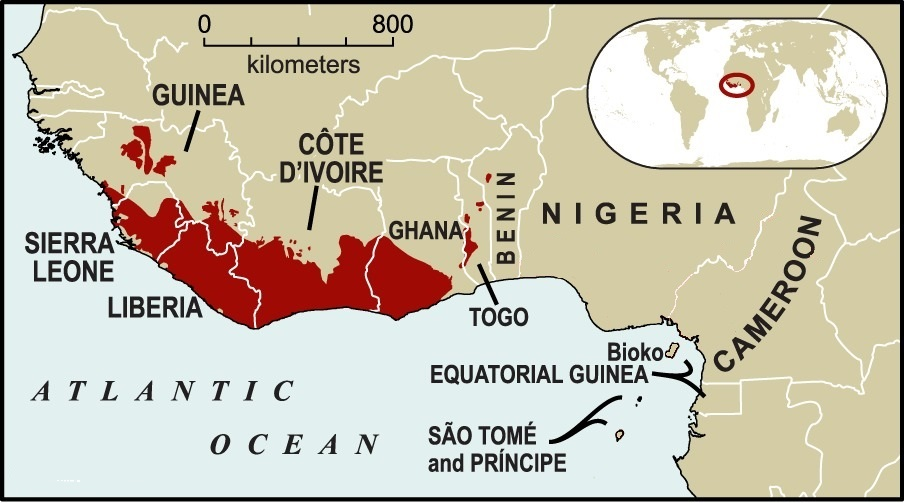
Поширення лісів Верхньої Гвінеї

Ліси Верхньої Гвінеї — регіон сезонних тропічних лісів, розташований у Верхній Гвінеї в Західній Африці. Він простягається від Гвінеї і Сьєрра-Леоне на схід через Ліберію, Кот-д'Івуар і Гану до Того та від узбережжя Атлантичного океану вглиб континенту на кілька сотень кілометрів. Кілька анклавів гірських лісів лежать далі вглиб материка в горах Центральної Гвінеї, Центрального Того та Беніну.
У більш посушливих внутрішніх районах ліси Верхньої Гвінеї переходять у гвінейську лісосавану, мозаїку сухих лісів та саван, що лежать між прибережними лісами на півдні та західносуданськими саванами на півночі. На сході ліси Верхньої Гвінеї обмежені Дагомейським розривом, регіоном в Гані та Беніні, де лісосавани простягається аж до узбережжя Атлантичного океану, відділяючи їх від лісів Нижньої Гвінеї, поширених від Східного Беніну через Нігерію на південь уздовж узбережжя Гвінейської затоки.
Гвінейські вологі ліси страждають від вітрів, що дмуть із спекотних сухих північних регіонів та від прохолодних атлантичних течій. Клімат регіону дуже сезонний, під час сезону дощів випадає понад 2000 мм опадів. В регіоні зареєстровано понад 2000 видів судинних рослин, Серед ссавців, які тут зустрічаються, слід відзначити звичайного шимпанзе (Pan troglodytes), африканського леопарда (Panthera pardus pardus), карликового бегемота (Choeropsis liberiensis), дуїкера Огілбі (Cephalophus ogilbyi), німбанську видрову землерийку (Micropotamogale lamottei) та золотого каракала (Caracal aurata). Ендемічними або майже ендемічними представниками регіону є двадцять один вид птахів, зокрема ліберійські мухарки (Melaenornis annamarulae) та жовтоволі малімби (Malimbus ballmanni) . 

## Екорегіони
Всесвітній фонд дикої природи ділить ліси Верхньої Гвінеї на три окремі екорегіони:
- Західногвінейські рівнинні ліси простягаються від Гвінеї та Сьєрра-Леоне через Ліберію та південний схід Кот-д'Івуару до річки Сассандра[en].
- Східногвінейські ліси простягаються від річки Сассандра на схід через Кот-д'Івуар і Гану до західного Того, а також включають кілька ізольованих осередків в глибині материка, у високогір'ях Того та Беніну.
- Гвінейські гірські ліси поширені у високогір'ях Гвінейського нагір'я, на території центральної та південно-східної Гвінеї, північного Сьєрра-Леоне та східного Кот-д'Івуару.